# Colectivo 1932
El Colectivo 1932 es un grupo de ultras del Real Zaragoza fundado en 2000.